# Aragonta González
Aragonta González (Galícia, ca. 900/908–Salceda de Caselas?, ca. 977) va ser una noble gallega, breument reina consort de Lleó pel seu matrimoni amb Ordoni II, de qui va ser esposa durant poc més d'un any.
Filla del comte Gonzalo Alfonso Betote i de Teresa Eriz, la filla del comte de Lugo, Ero Fernández. Tingué com a germans els comtes Pelayo i Hermenegildo González, dos nobles d'importància al nord-est de la península Ibèrica durant la primera meitat de segle x.
El 922 es va casar amb el rei Ordoni II de Lleó, després de la mort el 921 de l'anterior reina, Elvira Menéndez, segons les dades que ofereix la Crònica de Sampiro. El matrimoni no va durar gaire, poc més d'un any després Ordoni la va repudiar, segons la crònica perquè no era del seu gust, raó per la qual el monarca hauria fet penitència. Poc després el rei va comprometre's amb la seva tercera muller, Sança de Pamplona.
Es desconeix si tingué descendència. Finalitzat el matrimoni va tornar a Galícia, on va fundar el monestir de Salceda de Caselas, on encara és documentada el 967. Probablement hi va viure fins a la seva mort, succeïda vers el 977.